# وابينغرز (نيويورك)
وابينغرز (بالإنجليزية: Wappingers Falls, New York)‏ هي بلدة تقع في الولايات المتحدة في مقاطعة دوتشيز. يقدر عدد سكانها بـ 5,522 نسمة ومساحتها 3.1 كم2 وترتفع عن سطح البحر 47 متر.

## التركيبة السكانية
حدّد مكتب تعداد الولايات المتحدة بيانات التركيبة السكانية لوابينغرز في تعداد الولايات المتحدة. في ما يلي، التركيبة السكانية حسب تعدادي 2000 و2010.

### تعداد عام 2000
بلغ عدد سكان وابينغرز 4,929 نسمة بحسب تعداد عام 2000، وبلغ عدد الأسر 1,980 أسرة وعدد العائلات 1,192 عائلة مقيمة في القرية. في حين سجلت الكثافة السكانية 1,584.9 نسمة لكل كيلومتر مربع (4,104.9/ميل2). وبلغ عدد الوحدات السكنية 2,119 وحدة بمتوسط كثافة قدره 681.4 لكل كيلومتر مربع (1,764.8/ميل2).
وتوزع التركيب العرقي للقرية بنسبة 82.02% من البيض و5.98% من الأمريكيين الأفارقة و0.26% من الأمريكيين الأصليين و3.04% من الأمريكيين ذوي الأصول الآسيوية و5.64% من الأعراق الأخرى و3.04% من عرقين مختلطين أو أكثر و15.05% من الهسبانيون أو اللاتينيون من أي عرق.
بلغ عدد الأسر 1,980 أسرة كانت نسبة 34.2% منها لديها أطفال تحت سن الثامنة عشر تعيش معهم، وبلغت نسبة الأزواج القاطنين مع بعضهم البعض 40.5% من أصل المجموع الكلي للأسر، ونسبة 14.8% من الأسر كان لديها معيلات من الإناث دون وجود شريك، بينما كانت نسبة 4.9% من الأسر لديها معيلون من الذكور دون وجود شريكة وكانت نسبة 39.8% من غير العائلات. تألفت نسبة 31.9% من أصل جميع الأسر من عدة أفراد يعيشون في نفس المنزل ونسبة 11.6% كانت تتألف من شخص يعيش بمفرده يبلغ من العمر 65 عاماً أو أكثر. وبلغ متوسط حجم الأسرة المعيشية 2.45، أما متوسط حجم العائلات فبلغ 3.11.
بلغ العمر الوسطي للسكان 33.8 عاماً. وكانت نسبة 24.4% من القاطنين تحت سن الثامنة عشر، وكانت نسبة 10% بين الثامنة عشر والرابعة والعشرين عاماً، ونسبة 33.1% كانت واقعةً في الفئة العمرية ما بين الخامسة والعشرين والرابعة والأربعين عاماً، ونسبة 18.9% كانت ما بين الخامسة والأربعين والرابعة والستين، ونسبة 11.8% كانت ضمن فئة الخامسة والستين عاماً فما فوق. يوجد لكل 100 أنثى 94.1 ذكر، ويوجد لكل 100 أنثى في الثامنة عشر من عمرها فما فوق 91.7 ذكر.
بلغ متوسط دخل الأسرة في القرية 39,123 دولارًا، أما متوسط دخل العائلة فبلغ 50,000 دولارًا. وكان متوسط دخل الذكور 38,147 دولارًا مقابل 26,607 دولارًا للإناث. وسجل دخل الفرد الخاص بالقرية 20,491 دولارًا. وكانت نسبة 10.4% من العائلات ونسبة 12.3% من السكان تحت خط الفقر، وكان من هؤلاء نسبة 15.1% تحت سن الثامنة عشر ونسبة 14.3% في الخامسة والستين من العمر وما فوق.

### تعداد عام 2010
بلغ عدد سكان وابينغرز 5,522 نسمة بحسب تعداد عام 2010، وبلغ عدد الأسر 2,225 أسرة وعدد العائلات 1,323 عائلة مقيمة في القرية. في حين سجلت الكثافة السكانية 1,775.6 نسمة لكل كيلومتر مربع (4,598.8/ميل2). وبلغ عدد الوحدات السكنية 2,443 وحدة بمتوسط كثافة قدره 785.5 لكل كيلومتر مربع (2,034.4/ميل2).
وتوزع التركيب العرقي للقرية بنسبة 72.46% من البيض و7.39% من الأمريكيين الأفارقة و0.25% من الأمريكيين الأصليين و4.80% من الأمريكيين ذوي الأصول الآسيوية و10.18% من الأعراق الأخرى و4.93% من عرقين مختلطين أو أكثر و26.24% من الهسبانيون أو اللاتينيون من أي عرق.
بلغ عدد الأسر 2,225 أسرة كانت نسبة 32.2% منها لديها أطفال تحت سن الثامنة عشر تعيش معهم، وبلغت نسبة الأزواج القاطنين مع بعضهم البعض 37.6% من أصل المجموع الكلي للأسر، ونسبة 14.9% من الأسر كان لديها معيلات من الإناث دون وجود شريك، بينما كانت نسبة 7% من الأسر لديها معيلون من الذكور دون وجود شريكة وكانت نسبة 40.5% من غير العائلات. تألفت نسبة 34.2% من أصل جميع الأسر من عدة أفراد يعيشون في نفس المنزل ونسبة 12.6% كانت تتألف من شخص يعيش بمفرده يبلغ من العمر 65 عاماً أو أكثر. وبلغ متوسط حجم الأسرة المعيشية 2.43، أما متوسط حجم العائلات فبلغ 3.11.
بلغ العمر الوسطي للسكان 35.5 عاماً. وكانت نسبة 22.9% من القاطنين تحت سن الثامنة عشر، وكانت نسبة 9.2% بين الثامنة عشر والرابعة والعشرين عاماً، ونسبة 30.9% كانت واقعةً في الفئة العمرية ما بين الخامسة والعشرين والرابعة والأربعين عاماً، ونسبة 23.4% كانت ما بين الخامسة والأربعين والرابعة والستين، ونسبة 13.6% كانت ضمن فئة الخامسة والستين عاماً فما فوق. وتوزع التركيب الجنسي للسكان بنسبة 48.3% ذكور و51.7% إناث.

## أعلام
- تايلر ادامس
- والاس ورسلي
- مستر كينيث
- بنجامين جيلمان
- فريدريك دبليو. رووي